# 飛鳥ドライビングカレッジ
飛鳥ドライビングカレッジ（あすかドライビングカレッジ）は、東京都新宿区に本社を置く飛鳥交通の各子会社が運営する自動車教習事業であり、指定自動車教習所、ドローンスクール、法人向け研修サービスを運営する。

## 概要
- 各教習所はすべて既存の教習所を買収して、開設している。
- 各教習所の運営はそれぞれ別法人となっている。

## 教習所

### 飛鳥ドライビングカレッジ川崎
- 飛鳥DC川崎株式会社（神奈川県川崎市川崎区下並木97番地）
- 川崎自動車教習所を買収した。
- 同所内に「安全研修センター」を併設しており、安全運転意識と運転テクニックの向上を目的とした企業向けの研修や運行管理者講習を実施している[2]。

### 飛鳥ドライビングカレッジ川口
- 飛鳥DC川口株式会社（埼玉県川口市川口二丁目17番5号）
- 買収前はチサン自動車教習所→アイ･ドライビングスクール川口であった。
- 2019年10月13日、台風19号により荒川が増水し教習コースが水没した[3][4]。

### 飛鳥ドライビングカレッジ日野
- 飛鳥DC日野株式会社（東京都日野市旭が丘一丁目1番2号）
- 八王子自動車教習所を2009年[5]に引き継いだ。

### 飛鳥ドローンスクール
- 事務局 - 株式会社ドクナーズ・ジャパン（東京都杉並区和泉4-40-32 KOI-7ビル）
- 2020年9月25日にJUIDA認定校として承認され、2020年11月12日に開校した。運営は飛鳥DC川崎株式会社が行っており、オンラインで学べるコースからJUIDAライセンス取得コースを提供している[6]。

## 過去に運営していた教習所

### 飛鳥ドライビングカレッジ戸田
- 埼玉県戸田市笹目八丁目15番23号
- 2004年にナビモータースクール(旧：笹目自動車教習所)を買収し、2005年5月1日[7]からナビモータースクールから名称変更を行った。
- 2008年閉鎖

### 飛鳥ドライビングカレッジひばりが丘
- 東京都西東京市ひばりが丘二丁目5番1号
- カクタス教習所を買収、2008年閉鎖

### 飛鳥ドライビングカレッジ八王子
- 飛鳥DC八王子株式会社（東京都八王子市左入町652-5）
- 国際八王子自動車教習所を買収
- 2010年8月に飛鳥ドライビングカレッジから改称、閉鎖までは飛鳥ドライビングカレッジの本部であった
- 2019年12月27日閉鎖[8]

## 取り扱い車種
普通自動車（第1種）及び普通自動二輪車は、すべての教習所にて教習を行っている。その他各種限定解除及び各種講習もすべての教習所にて行っている。
| 区分           | 種別                     | 川崎 | 川口 | 日野 |
| -------------- | ------------------------ | ---- | ---- | ---- |
| 第一種運転免許 | 大型免許                 | 〇   |      |      |
| 第一種運転免許 | 中型免許                 |      |      | 〇   |
| 第一種運転免許 | 準中型免許               |      |      | 〇   |
| 第一種運転免許 | 普通免許                 | 〇   | 〇   | 〇   |
| 第一種運転免許 | 大型特殊免許             | 〇   |      |      |
| 第一種運転免許 | 大型二輪免許             |      | 〇   | 〇   |
| 第一種運転免許 | 普通二輪免許（普通二輪） | 〇   | 〇   | 〇   |
| 第一種運転免許 | 普通二輪免許（小型限定） | 〇   | 〇   | 〇   |
| 第一種運転免許 | 牽引免許                 | 〇   |      |      |
| 第二種運転免許 | 大型第二種免許           | 〇   |      |      |
| 第二種運転免許 | 普通第二種免許           | 〇   |      | 〇   |